# Harrinson Gómez
Harrinson Manuel Gómez Álvarez (6 de enero de 1989,  San Lorenzo, Provincia de Esmeraldas, Ecuador) es un futbolista ecuatoriano que juega de defensa central. Actualmente juega en Liga Deportiva Universitaria de Quito de la Serie A de Ecuador.

## Clubes
| Club          | País    | Año           |
| ------------- | ------- | ------------- |
| Rocafuerte FC | Ecuador | 2006-2011     |
| Liga de Quito | Ecuador | 2012-presente |